# Липгарт, Карл Эдуард фон
Барон Карл Эдуа́рд фон Ли́пгарт (нем. Karl Eduard Freiherr von Liphart; 1808—1891) — русско-немецкий историк искусства, специалист в области искусства итальянского Возрождения, коллекционер; отец живописца и историка Эрнста Липгарта. Доктор медицины, президент Лифляндского общеполезного и экономического общества (1847–1862), один из членов-учредителей и первый президент (1853–1862) Эстонского общества естествоиспытателей; почётный вольный общник Императорской Академии художеств (с 1869).

## Биография
Происходил из старинного лифляндского рода Липгартов. Родился в имении Альт-Кустгоф (Дерптский уезд Лифляндской губернии; ныне в волости Камбья) 16 (28) мая 1808 года в семье Карла Готтарда фон Липгарта (1778—1853) — он создал в 1829 году в Дерпте квартет, в котором в 1835—1836 годах играл на скрипке юный Фердинанд Давид, женившийся впоследствии на его дочери, Софии.
Обучался в Кёнигсбергском университете, где познакомился с Карлом Бэром; окончил медицинское образование в Берлинском университете. Продолжал коллекционирование произведений искусства, начатое в XVIII веке его дедом Рейнгольдом Вильгельмом Липгартом (1750—1829) созданием картинной галереи поместья Раади. После различных поездок по Германии, в 1834 году отправился в Италию, где собирался работать на Неаполитанской зоологической станции. В Риме познакомился с группой художников-назорейцев, объединившихся вокруг Фридриха Овербека и Бертеля Торвальдсена. С января по май 1836 года вместе с Густавом Крамером , с которым он подружился ещё во Флоренции и Риме, путешествовал по острову Сицилия.
Вернувшись в 1837 году в Германию, сначала поселился в Берлине; 3 января 1839 года в Кёльне женился на Каролине, графине фон Биландт-Рейдт (1809–1891), сестре будущего военного министра Австрии Артура Максимилиана фон Биландт-Рейдта, и на несколько лет переехал в Бонн. 
В 1843 году вместе с младшим братом знакомился с художественными коллекциями Мадрида. В 1844—1862 годах жил в Дерпте, пока в 1863 году из-за болезни сына Эрнста вся семья не переехала во Флоренцию. В 1847—1862 годах был президентом Лифляндского общеполезного и экономического общества.
До переезда в Италию он собирал в основном старые гравюры и рисунки, часть которых была продана на аукционе в Лейпциге в 1876 году.
В Италии барон стал коносьером итальянского Возрождения. В 1871 году познакомился с искусствоведом Вильгельмом Боде и сопровождал его в путешествиях по Италии. Липгарт часто консультировал Боде при покупке произведений итальянского искусства для берлинских музеев. Первым атрибутировал «Благовещение» кисти Леонардо да Винчи. Вернул из забвения имя Сегерса и некоторых других талантливых живописцев. К. Э. Липгарт также выступал консультантом-экспертом графа П. С. Строганова.
Также он был учителем Сергея Максимилиановича Лейхтенбергского, который жил во Флоренции со своей матерью, великой княгиней Марией Николаевной.
Умер 15 февраля 1891 года во Флоренции; там же, в исполнение своего завещания, и был похоронен на лютеранском кладбище Аллори. После смерти его коллекция произведений искусства была перевезена в родовое поместье вблизи Дерпта — Ратсхоф (Раади). В 1920 году коллекция Липгартов перешла во владение Тартуского университета.

## Семья
Жена — графиня Каролина Биландт-Рейдт. У них было пятеро детей:
- Рейнольд Карл (1839—1870); в 1861 году, в Лейпциге женился на Елене-Генриетте, дочери скрипача-виртуоза Фердинанда Давида
- Карл Генрих (1841—1893);
- Гвидо Карл (1845—1848);
- Эрнст Фридрих (1847—1932), придворный художник русского двора;
- София (?—1874?).